# 포드위치

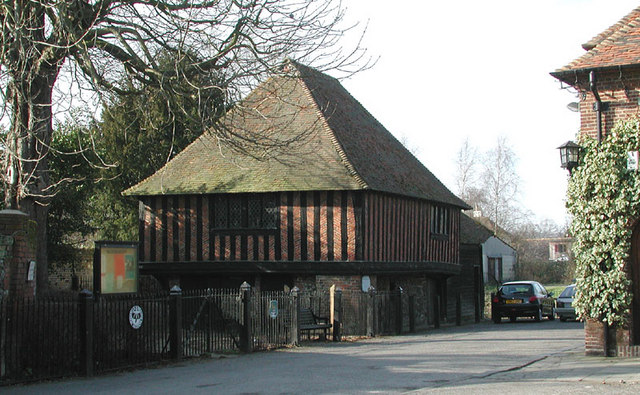
포드위치

포드위치(영어: Fordwich)는 잉글랜드 켄트주에 위치한 도시로 인구는 381명(2011년 기준)이다.
시의회가 있는 영국에서 인구 기준으로 가장 작은 커뮤니티이다. 인구는 2001년에서 2011년 사이에 30명 증가했다.